# Манстер (Индиана)
Манстер (англ. Munster) ― город, расположенный в Норт-Тауншип, округ Лейк, штат Индиана, США. Спальный район расположен в столичном районе Чикаго, примерно в 30 милях (48 км) к юго-востоку от Чикаго-Луп, и разделяет муниципальные границы с Хаммондом на севере, Хайлендом на востоке, Дайером и Шерервиллем на юге и Лансингом и Линвудом непосредственно к западу от границы с Иллинойсом. По данным переписи населения США 2010 года, население города составляло 23 603 человека.

## Галерея
- Вид на озеро Сентенниал-парк и амфитеатр, открытый в 2007 году.
- Жители катаются на лодках по Калумет-авеню после удара урагана Айк.
- Кондоминиумный комплекс White Oak Woods расположен рядом с тропой Пенси-Гринуэй.
- Район Уэст-Лейкс, основанный в конце 1990-х годов, расположен прямо к востоку от муниципального аэропорта Лансинг.
- Новейшим дополнением к пивоваренной компании "Три Флойда" является винокурня.